# Marko Jošilo
Marko Jošilo (in serbo Марко Јошило?; Čačak, 16 ottobre 1992) è un cestista serbo naturalizzato bosniaco.

## Palmarès

### Squadra
- Campionato bosniaco: 3

Igokea: 2013-14, 2021-2022, 2022-2023
- Coppa di Bosnia ed Erzegovina: 3

Igokea: 2021, 2022, 2023

### Individuale
- MVP finals ABA 2 Liga: 1

Krka: 2017-18